# عملية مستوطنة يهود
عملية مستوطنة يهود كانت هجومًا على منزل مدني في مستوطنة يهود نفذته فرقة فدائيين فلسطينية في 12 أكتوبر 1953، قتل خلاله ثلاثة مدنيين يهود إسرائيليين.

## الهجوم
يوم الاثنين 12 أكتوبر 1953، تسللت فرقة فدائيين فلسطينية إلى إسرائيل من الأردن، ووصلوا إلى قرية يهود التي تقع على بعد حوالي 13 كيلومتر (8 ميل) شرق تل أبيب، حيث ألقوا قنبلة يدوية على منزل مدني، مما أدى لقتل سيدة يهودية (سوزان كينياس)، وطفلاها (طفلة عمرها 3 سنوات وصبي يبلغ من العمر سنة ونصف).
لقد صدم الهجوم الجمهور الإسرائيلي، بسبب كونه أول هجوم «إرهابي» يُرتكب في وسط إسرائيل ولأن ضحايا الهجوم كانوا امرأة وطفليها الصغيرين الذين قُتلوا أثناء نومهم. أدت عملية تعقب الفدائيين إلى قرية رنتيس الفلسطينية التي تقع على بعد حوالي خمسة أميال شمال القبية وكانت تحت سيطرة الأردن.

## الانتقام الإسرائيلي
على الرغم من أن قائد الفيلق العربي (كما كانت تُعرف القوات المسلحة الأردنية في ذلك الوقت)، وعد جلوب باشا بأن الأردن سوف يلقي القبض على الجناة ويثدمهم إلى العدالة، إلا أنه في صباح يوم 13 أكتوبر تم اتخاذ قرار من رئيس الوزراء الإسرائيلي قام الوزير ديفيد بن غوريون ورئيس الأركان مردخاي ماكليف ونائب رئيس الأركان موشيه ديان ووزير الدفاع بالنيابة بنحاس لافون بالانتقام رداً على هجوم يهود. شارك حوالي 130 من جنود الجيش الإسرائيلي في الانتقام الذي أطلق عليه اسم عملية شوشانا (على اسم الفتاة ذات الثلاث سنوات التي قُتلت في الهجوم)التي قادها أرييل شارون. وصلت القوات إلى قرية قبية، وألقت قنابل يدوية وأطلقت النار من خلال نوافذ وأبواب المنازل، ثم فجروا 45 منزلاً ومدرسة ومسجداً، وقُتل نحو 60 مدنياً، معظمهم من النساء والأطفال. تمت إدانة هذا الإجراء من قبل وزارة الخارجية الأمريكية ومجلس الأمن التابع للأمم المتحدة والمجتمعات اليهودية في جميع أنحاء العالم.

## وصلات خارجية
- الأردن يتيح للإسرائيليين تعقب قتلة الثلاثة - نُشر في صحيفة نيويورك تايمز في 14 أكتوبر 1953